# Afrocucumis stracki
Afrocucumis stracki is een zeekomkommer uit de familie Sclerodactylidae.
De wetenschappelijke naam van de soort werd in 1996 gepubliceerd door Claude Massin.